# عنایت‌الله پوستچی
عنایت‌الله پوستچی در سال ۱۲۷۴ خورشیدی متولد و در سال ۱۳۳۱ خورشیدی درگذشت.

## زندگی‌نامه
از دوران حیات پوستچی اطلاعات دقیقی در دست نمی‌باشد، ولی بنا به اسناد و مدارک و شواهد موجود میرزا عنایت‌الله پوستچی چندی قبل از مرگ خود اقدام به وقف بخشی از اموال خود در جهت یاری رساندن به همنوعان خود نمود، پوستچی در خرداد ۱۳۳۱ جهت معالجه و مداوای خود به انگلستان عزیمت و در طول مدت اقامت خود همواره با نزدیکان و آشنایان در خصوص احداث درمانگاه و بیمارستان چشم پزشکی صحبت می‌نماید و این امر را از نیات مهم خود می‌شمرد.

## دلایل ساخت درمانگاه چشم پوستچی
در ۱۳۳۱ بیماری‌های خطرناکی چون تراخم، آب مروارید و آب سیاه و بیماری‌های قرنیه مزمن چشم در شهر شیراز و شهرستان‌های تابعه اغلب مردم را رنج می‌داد و به دلیل امکانات محدود بهداشتی و پزشکی در برخی موارد به نابینایی افراد منجر می‌شد.

## تاریخچه ساخت درمانگاه و بیمارستان
پوستچی در مراجعت از سفر خود ابتدا اقدام به خرید قطعه زمینی به مساحت ۲۵۱۷ متر مربع در یکی از نقاط مرغوب شهر شیراز یعنی خیابان زند نمود و مبلغ چهارصد هزار تومان از اموال نقدی خود را به امر ساخت بیمارستان اختصاص داد، بعد از فوت ایشان در سال ۱۳۳۱ متولی وقت با فروش بخشی از اموال شخصی واقف مبلغی را تهیه و اقدام به ساخت مرکز مذکور نمودند و نهایتاً در سال ۱۳۳۷ عملیات احداث ساختمان درمانگاه پوستچی آغاز شد، بنا به دلایل مختلف از جمله عدم وجود بودجه کافی امور ساخت و ساز بیمارستان بطول انجامید و نهایتاً سال ۱۳۴۲ بنای درمانگاه با زیربنای ۱۵۰۰ متر مربع تکمیل و آماده بهره‌برداری شد. بتدریج در همان سال تجهیزات لازم و وسائل پیشرفته پزشکی از کشور آلمان خریداری و به محل بیمارستان انتقال و پذیرش بیماران نیازمند و مراجعه کننده از اقصی نقاط ایران آغاز گردید.
در سال ۱۳۴۲ کادر بیمارستان عبارت بودند از: برجیس ریاست بیمارستان، محمد حسین جمال آبادی متخصص چشم، آقای محمد باقر عادلی مسئول داروخانه، آقای محمدهادی تقا حسابدار، آقای قاسم هنرور نگهبان و آقای اسعد زارع باغبان که به مرور زمان با توجه به مراجعات بیماران از جنوب کشور با همکاری دانشگاه شیراز به تعداد پزشکان و پرسنل بیمارستان افزوده شد.

## تأمین مالی درمانگاه
عنایت‌الله پوستچی به منظور تأمین مالی بیمارستان اقدام به خرید سه دانگ از روستای اکبر آباد قرآن نمود که طی وقف نامه شماره ۱۶۹۲۵ املاک فوق را وقف بر بیمارستان چشم پزشکی نمودند.

## درمانگاه بیمارستان شد
در سال ۱۳۷۹ با همکاری دانشگاه شیراز و مدیریت وقف اوقاف فارس بخش پژوهشی چشم که از مهمترین بخش‌های بیمارستان می‌باشد افتتاح شد.